# 기믹 (프로레슬링)
레슬링에서의 기믹(Gimmick) 레슬러의 특징(복장, 말투, 행동)을 모두 아우르는 말이다.인기가 많은 국가에서는 인기 프로레슬러의 기믹디자인 상품들이 판매되고 있다. 그 외의 기믹(Gimmick)의 원뜻은 1920년도부터 사용된 용어로서 마술(magic)의 속임수/트릭(trick) 따위를 부르는말과 비슷한말로 한국어로는 '기교' 정도로 해석된다.

## 같이 보기
- 프로레슬링 용어 목록